# Université de Jadavpur
L'université de Jadavpur (en anglais : Jadavpur University ; en bengali : যাদবপুর বিশ্ববিদ্যালয়) est une université publique d'État sise à Jadavpur, un faubourg méridional de la ville de Calcutta, dans le Bengale-Occidental (Inde).

## Historique
L'université de Jadavpur fut fondée le 24 décembre 1955.

## Personnalités

### Enseignants
- Robert Antoine
- Amartya Sen

### Étudiants
- Nayan Chanda
- Onirban Dhar
- Indrajit Hazra
- Badal Sarkar